# حريق 11 مارس 2021 في القاهرة
حريق 11 مارس 2021 في القاهرة هو حريق اندلع في 11 مارس 2021 في مصنع ملابس شمال القاهرة، مصر. أسفر الحريق عن مقتل 20 شخصًا على الأقل وإصابة 24 آخرين.

## الحادث
نشب الحريق حوالى الساعة الحادية عشرة صباحًا بتوقيت مصر (09:00 بتوقيت غرينتش) بمصنع للملابس المكون من أربعة طوابق، حسب بيان محافظة القليوبية.